# Чейфи, Джон
Джон Лестер Хаббард Чейфи (англ. John Lester Hubbard Chafee; 22 октября 1922, Провиденс, Род-Айленд — 24 октября 1999, Вашингтон) — американский политик-республиканец. Губернатор штата Род-Айленд с 1963 по 1969 год, представлял Род-Айленд в Сенате США с 1976 года до смерти. Отец Линкольна Чейфи.

## Биография
Участвовал во Второй мировой войне (Корпус морской пехоты США). В 1947 году он окончил Йельский университет, а в 1950 — Гарвардскую школу права. Участвовал в Корейской войне. Работал юристом в Провиденсе, был членом Палаты представителей Род-Айленда с 1957 по 1963 годы.
Министр военно-морских сил США с 1969 по 1972 годы. Безуспешно пытался стать сенатором в 1972 году.
Был центристским республиканцем «Рокфеллеровского» направления.
9 августа 2000 года был посмертно награждён Президентской медалью Свободы.
В его честь ВМС США назвали эскадренный миноносец USS Chafee (DDG-90).
12 февраля 1999 года проголосовал против импичмента Биллу Клинтону, как против лжесвидетельства и препятствования правосудию. Когда 24 октября 1999 года, через семь месяцев после того, как Чафи объявил о своем уходе из Сената, он умер от сердечной недостаточности, Клинтон выразил ему свое восхищение, сказав: «Он олицетворял собой центр приличия. Для него цивилизованность была не просто вопросом личных манер. Он считал, что она необходима для сохранения нашей демократической системы".